# رود فصلی
رود فصلی به رودخانه‌هایی گفته می‌شود که جریان آب در آن‌ها همیشگی نیست. بنا به تعریف دیگری رودخانه‌هایی هستند که آب در آن‌ها به‌طور سالیانه یا حداقل دوبار در طول پنج سال جریان می‌یابد.
بنا به تعریف سازمان حفاظت از محیط زیست ایالات متحده آمریکا (USEPA) رود یا جریان فصلی (Intermittent) به رود یا جریانی گفته می‌شود که در زمانهای مشخصی از سال آب در آن‌ها جریان دارد ولی در دوره‌های خشک آب در آن جریان نمی‌یابد.
این رودها معمولاً در مناطق خشک و نیمه خشک وجود دارند.

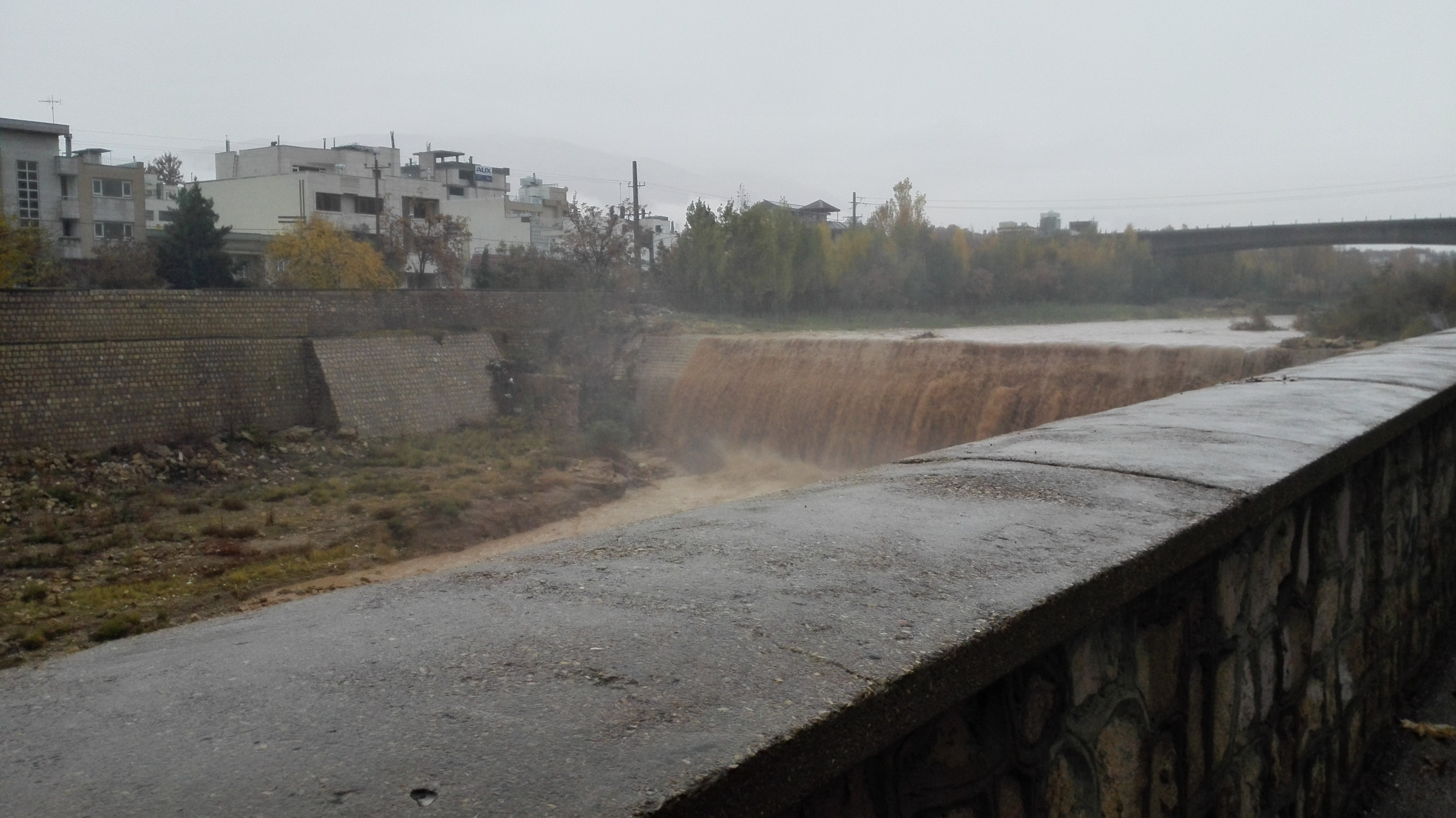
رودخانه خشک در شیراز در زمان جریان آب